# Grenze zwischen Guinea und Liberia

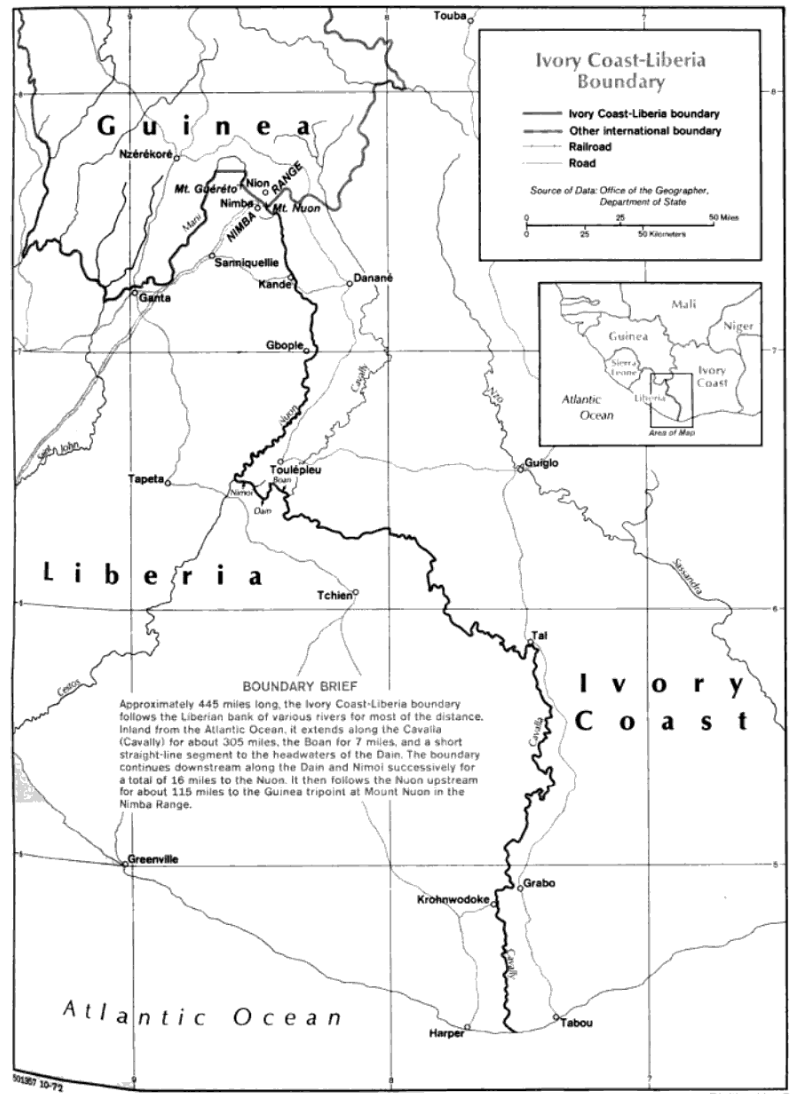
Karte des Grenzverlaufs

Die Grenze zwischen der Guinea und Liberia trennt als internationale Landgrenze diese beiden Staaten. Die Länge der Grenze wird mit 716 oder 778 km (nach der CIA-Karte „approximately 445 miles“) angegeben. Sie verläuft vom Dreiländereck mit Sierra Leone zum Dreiländereck mit der Elfenbeinküste.

## Geschichte
Frankreich, das die senegalesischen Küstengebiete schon seit dem 17. Jahrhundert zu kolonialisieren begonnen hatte, besetzte die Küste des heutigen Guinea im späten 19. Jahrhundert als Kolonie Rivières du Sud (seit 1893 als Guinée française benannt). 1958 wurde Guinea, das sich weigerte, der Communauté française beizutreten, unabhängig. Liberia entstand 1822 als Kolonie freigelassener Sklaven aus den Vereinigten Staaten von Amerika; der staatliche Zusammenschluss erfolgte am 26. Juli 1847 (mit dem Beitritt von Maryland in Liberia am 6. April 1857).
Am 8. Dezember 1892 schlossen Frankreich und Liberia einen Grenzvertrag, in dem sie ihre territorialen Grenzen umrissen. Die Grenze verlief danach weiter nördlich als die heute bestehende. In einem weiteren Vertrag vom 18. September 1907 erfolgte die Verschiebung auf die heute geltende Linie. Gleichzeitig wurde in einem britisch-liberianischen Vertrag eine Ostverschiebung der Grenze zu Sierra Leone vorgenommen; dadurch verschob sich das Dreiländereck mit dieser Kolonie. 1926 bis 1929 erfolgte eine Abmarkung des Grenzverlaufs zwischen Guinea und Liberia.

## Grenzverlauf
Die Grenze verläuft vom Dreiländereck mit Sierra Leone (8°28'48"N, 10°17'24"W) im Fluss Moa oder Makona zum Dreiländereck mit der Elfenbeinküste (7°33'36"N, 8°28'12"W) in der Nähe des Mont Nimba (1752 m) in den Nimbabergen. Sie folgt dabei dem Makona nach Osten, setzt sich über Land mit sehr unregelmäßigen Streckenverläufen fort, kreuzt den Fluss Zeliba (Oberlauf des Mano) und wendet sich auf der Höhe von Voinjama (Liberia) nach Süden, bis der Fluss Saint Paul River (auch Diani) erreicht wird. Diesem folgt sie für rund 50 km flussabwärts. Sie wendet sich dann nach Osten und weiter nach Südosten mit Überland- und Flussabschnitten, so am Djoule und Mani, setzt sich über eine längere Strecke  nach Nordosten fort, biegt schließlich nach Osten ab und erreicht in den Nimbabergen das Dreiländereck mit der Elfenbeinküste.

## Orte in Grenznähe

### Guinea
- Guéckédou
- Boboueloua

### Liberia
- Voinjama
- Gbangoi
- Golu
- Gbalatuai
- Shankpalai
- Gahnoa
- Yekepa